# Diocese de Propriá
A Diocese de Propriá (Dioecesis Propriensis), é uma circunscrição eclesiástica da Igreja Católica Apostólica Romana no Brasil, criada no dia 30 de abril de 1960. Está vacante com a transferência de seu bispo em 14 de Fevereiro de 2025.

## Território
Seu território é dividido em três vicariatos: Bom Jesus dos Navegantes, que abrange os municípios de Brejo Grande, Ilha das Flores, Japaratuba, Japoatã, Neópolis, Pacatuba, Pirambu e Santana do São Francisco, Imaculada Conceição, que abrange os municípios de Canindé de São Francisco, Gararu, Monte Alegre de Sergipe, Nossa Senhora da Glória, Poço Redondo e Porto da Folha e Santíssima Eucaristia, que abrange os municípios de Aquidabã, Canhoba, Cedro de São João, Graccho Cardoso, Itabi, Muribeca, Nossa Senhora de Lourdes, Propriá, São Francisco e Telha.

## Administração
Ao longo de sua história, foi presidida por quatro bispos:
|        | Nome                            | Período   | Notas                                     |
| Bispos | Bispos                          | Bispos    | Bispos                                    |
| ------ | ------------------------------- | --------- | ----------------------------------------- |
| 4º     | Vítor Agnaldo de Menezes        | 2018-2025 | Nomeado Arcebispo de Vitória da Conquista |
| 3º     | Mário Rino Sivieri              | 1997-2017 |                                           |
| 2º     | José Palmeira Lessa             | 1987-1996 | Nomeado Arcebispo coadjutor de Aracaju    |
| 1º     | José Brandão de Castro, C.Ss.R. | 1960-1987 |                                           |